# La Chapelle-Fleurigné
La Chapelle-Fleurigné is een fusiegemeente (commune nouvelle) in het Franse departement Ille-et-Vilaine in de regio Bretagne. De gemeente is op 1 januari 2024 ontstaan door de fusie van de gemeenten La Chapelle-Janson en Fleurigné en maakt deel uit van het arrondissement Fougères-Vitré.